# Luis Bonifás y Sastre
Luis Bonifás y Sastre (en catalán: Lluís Bonifaç i Sastre, Barcelona, 1683 - Valls, 1765) fue un escultor español, hijo de Lluís Bonifaç el Viejo. Discípulo de Llàtzer Tramulles el Mayor, trabajó en los retablos de San Marcos (1720) y La Candela (1722) de Valls, así como en el de Las almas de la Guàrdia dels Prats (1735) y el retablo mayor de Riudecols (1741). Creó una escuela de escultura en Valls donde destacaron sus nietos Luis y Francisco Bonifás y Massó.